# Quelepa
Quelepa è un comune del dipartimento di San Miguel, in El Salvador.